# درز جبهي
الدرز الجبهي (بالإنجليزية: Frontal suture) بنية تشريحية مؤلفة من نسيج ضام كثيف يزول غالباً عند عمر ثمانية شهور وهو علامة مميزة لجمجمة الطفل دون البالغ ويعرف أيضاً بالدرز بين العينين أو الدرز المقطبي لوقوعه عند مقطب الحاجبين (بالإنجليزية: metopic suture).

## صور إضافية
- جمجمة طفل رضيع.
- جمجمة طفل رضيع كما تشاهد من الأعلى. وتظهر الدروز الجمجمية (القحفية) مرسومة بالصورة. والدرز الجبهي مظللا باللون الأزرق.
- جمجمة طفل رضيع.
- السطح الخارجي للدرز الجبهي لجمجمة إنسان بالغ. ("بقايا (أثر) الدرز الجبهي مشار إليها في منتصف الصورة".)
- جمجمة طفل رضيع. نظرة أمامية.